# Zonitomorpha seminigripennis
Zonitomorpha seminigripennis es una especie de coleóptero de la familia Meloidae.

## Distribución geográfica
Habita en KwaZulu-Natal (Sudáfrica).